# Martha Dix

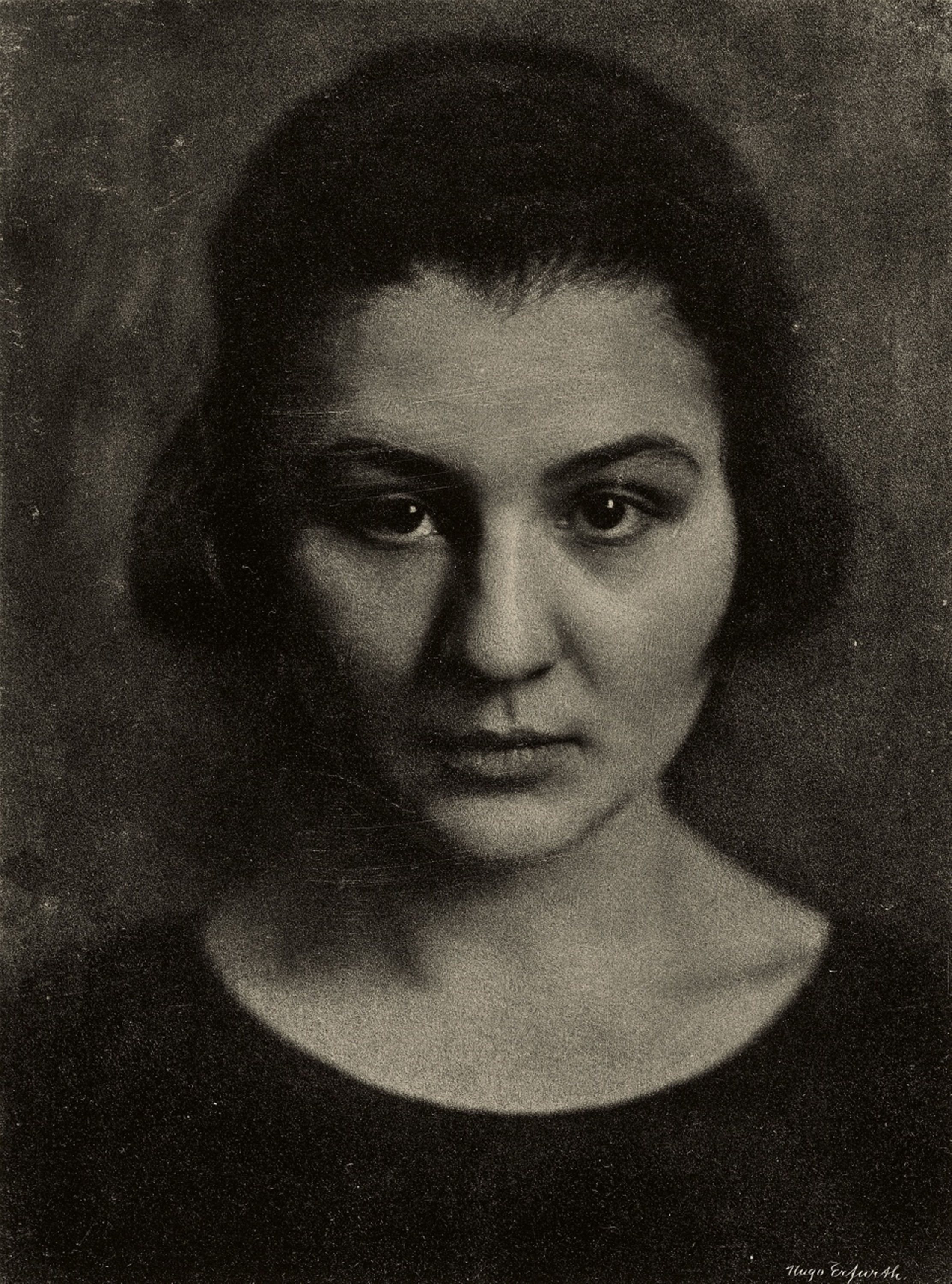
Martha Dix 1922, fotografiert von Hugo Erfurth

Martha Dix (geborene Lindner; * 19. Juli 1895 in Köln; † 6. März 1985 in Sarrians, Frankreich) war eine deutsche Gold- und Silberschmiedin sowie die Ehefrau des Malers Otto Dix, der sie in den Jahren 1921 bis 1933 vielfach porträtierte. Ein bekanntes Doppelporträt des Paars ist außerdem in August Sanders Mappe Menschen des 20. Jahrhunderts von 1925 enthalten.

## Leben
Martha Lindner wurde 1895 in Köln als jüngstes von vier Kindern in eine wohlhabende bürgerliche Familie geboren. Ihre Mutter war Maria Juliane Lindner (geb. Rottluger), ihr Vater Bernhard Lindner, ein Versicherungsdirektor. Sie erlernte neben ihrer Muttersprache mehrere Fremdsprachen (Französisch, Italienisch, Englisch und Russisch) und Klavier. An Bildender Kunst und Design hatte sie – neben der Musik – bereits früh Interesse, so besuchte sie als 17-jährige allein die Kölner Sonderbundausstellung. Sie wird als „selbstbewusst, durchsetzungsstark und anspruchsvoll“ sowie umfassend gebildet beschrieben.
1914 verlobte sie sich mit dem Urologen Hans Koch, der im Grunde lieber eine Beziehung zu ihrer fünf Jahre älteren Schwester Maria eingegangen wäre. Da Koch aber wusste, dass Maria keine Kinder bekommen konnte, heiratete er ihre Schwester Martha. Die Ehe wurde 1915 geschlossen, während Koch noch im Kriegseinsatz war. Er kehrte wegen einer Verletzung nach Düsseldorf zurück, wo er nach dem Krieg eine eigene Kunstgalerie („Graphinett“) eröffnete.
Während dieser Ehe mit Koch gebar Martha zwei Kinder – den Sohn Martin, genannt „Muggeli“ (* 9. Juni 1917) sowie die Tochter Han(n)a (* 1920), genannt „Hanali“. Angenommen wird eine Ménage à trois zwischen Maria, Martha und Hans Koch, wie es der Kölner Galerist Karl Nierendorf, der ebenfalls in Maria verliebt war, in seinen Aufzeichnungen beschrieb.
Im Oktober 1921 kam Otto Dix auf Einladung von Johanna Ey und Hans Koch nach Düsseldorf. Dort verkaufte er letzterem zwei Arbeiten und erhielt von ihm seinen ersten Porträtauftrag. Er arbeitete im Haus Koch und es entstand das für den Auftraggeber unschmeichelhafte Bildnis Dr. Hans Koch. Es entwickelte sich schnell eine Liebesbeziehung zwischen Martha Koch und Otto Dix, die darin mündete, dass sie mit ihm für einige Monate nach Dresden ging, bevor sie nach Düsseldorf zurückkehrten. Die Fotografien von Hugo Erfurth aus Dix’ Dresdner Bekanntenkreis entstanden in dieser ersten Zeit.
Die Ehe mit Koch wurde 1922 geschieden; und sie schloss im Februar 1923 ihre zweite Ehe mit Dix, bevor am 14. Juni 1923 das erste gemeinsame Kind, Tochter Nelly, geboren wurde. Martha Dix’ Schwester Maria heiratete Hans Koch, und die Kinder aus dessen erster Ehe blieben bei ihnen – und erfuhren offenbar erst als Erwachsene, dass „Tante Martha“ ihre Mutter war.
Die beiden Paare blieben sich freundschaftlich verbunden. Otto Dix malte beispielsweise für Martha Dix’ Kinder aus erster Ehe – ebenso wie für seine eigenen – Bilderbücher. Einem Interview von 1984 mit Martha Dix ist zu entnehmen, dass die Trennung für sie nicht völlig konfliktfrei abgelaufen ist.
Martha Dix bewies, dass sie trotz ihrer großbürgerlichen Herkunft praktisch veranlagt und anpassungsfähig war. So renovierte sie etwa die gemeinsame Wohnung und kümmerte sich um die alltäglichen Dinge des Zusammenlebens. Ebenso genossen die beiden das großstädtische Leben der 1920er.
Otto und Martha Dix („Jim und Mutzli“) blieben zunächst in Düsseldorf. Im Herbst 1925 zog die Familie mit der zweieinhalbjährigen Tochter Nelly in eine repräsentative Wohnung am Kaiserdamm in Berlin – die Miete hatte Martha Dix’ Vater für sieben Jahre vorausbezahlt. 1927 wurde Sohn Ursus geboren, 1928 der jüngste Sohn Jan. Ab 1927 hatte Dix eine Professur an der Dresdener Kunstakademie, aus der er 1933 durch die Nationalsozialisten entlassen wurde.
Die Familie zog zunächst in Schloss Randegg, das ihrem geschiedenen Mann Hans Koch gehörte. Sie lebte dort zunächst in mehr oder weniger prekären Verhältnissen, da Dix auch mit einem Ausstellungsverbot belegt war. 1935/1936 ließ Martha Dix nach dem Tod ihres Vaters mit ihrem Erbe ein eigenes Haus mit Atelier in Hemmenhofen am Bodensee bauen, sie selbst war als Bauherrin eingetragen.
Das Haus blieb über Jahrzehnte Lebensmittelpunkt der Familie und hier wuchsen die drei Kinder auf. Otto Dix reiste bis 1943 und nach 1947 jährlich auch nach Dresden, wo seine langjährige Geliebte Käthe König und die gemeinsame, 1939 geborene Tochter lebte. Zum Ende des Krieges war Otto Dix noch einmal im Kriegseinsatz und in französischer Gefangenschaft; in das Wohnhaus in Hemmenhofen wurden Angehörige französischer Besatzungstruppen einquartiert, womit sich Martha Dix nach eigener Aussage gut arrangieren konnte, u. a. weil sie Französisch sprach.
Die gemeinsame Tochter Nelly starb 1955 und Martha und Otto Dix nahmen ihre Enkeltochter Bettina zu sich. Nach Otto Dix’ Tod 1969 adoptierte sie Bettina 1972 und unternahm mit ihr gemeinsam Reisen nach Thailand, Marokko und Frankreich. Nachdem sie 1979 einen ersten Herzinfarkt hatte, zog Martha Dix zu ihrer Enkeltochter nach Sarrians in der Provence, von wo aus sie weitere Reisen nach Griechenland und in die Türkei unternahm.
Das Haus in Hemmenhofen und die Rechte am Nachlass ihres Mannes übergab sie an die von ihr 1983 gegründete Otto-Dix-Stiftung, deren Gesellschafter ihre beiden Söhne und die Enkelin Bettina Dix-Pfefferkorn waren.

## Martha Dix als Porträtierte bei Otto Dix
In den Jahren 1921 bis 1933 porträtierte Otto Dix Martha so häufig wie ansonsten nur sich selbst. Insgesamt ist sie Motiv in über siebzig Gemälden, Aquarellen und Zeichnungen. Keine weitere Person spielt im Werk des Künstlers eine so vielfältige Rolle wie Martha Dix. Die Bilder entstanden weitestgehend in Düsseldorf, Dresden und Berlin, angefangen von Porträtskizzen noch im Oktober 1921, als das Paar sich im Haus Koch gerade kennenlernte bis hin zum ersten repräsentativen Ölgemälde, das sie als komplexe Persönlichkeit, im schwarzen Pelz mit einem roten Hut zeigt.
Dix’ Porträts zeigen seine Frau in den unterschiedlichsten Rollen – „Mal ist sie Muse und geistreiche Gefährtin, mal mondäne Frau, mal Mutter und Familienmittelpunkt“. Mal ist ihre Persönlichkeit zentrales Element des Werks, mal tritt es als Beiwerk hinter Ornament und Betonung der Malkunst zurück. Nie jedoch malte er sie so sexualisiert oder erotisch, wie man es etwa von seinen anderen Werken kennt, wo er Prostituierte und ihr Umfeld malte. Zwei Zeichnungen von 1923, die „Mutzli“ beim morgendlichen Aufwachen abbilden, sind das Äußerste an Erotik, was in seinen Bildern von Martha Dix zu finden ist. Allerdings widmete er Martha Dix 1927 zur Geburt von Ursus das Gemälde Ungleiches Liebespaar, das einen alten, erschöpften Mann mit einer jungen, nackten Geliebten in sexueller Pose zeigt.
Dix ist außerdem ungewöhnlich für die damalige Zeit – zeichnend – bei der Geburt seiner Kinder anwesend. Daraus entstanden das unvollendete Gemälde Geburt sowie Neugeborenes Kind auf Händen (Ursus). Es folgen eine ganze Reihe von Arbeiten, die sich mit dem Thema Mutterschaft, Kinder und Familie auseinandersetzen. Darunter ist das Gemälde Die Familie des Künstlers, mit deutlichen Anklängen an traditionelle Darstellungen der heiligen Familie, wenn auch ironisch gebrochen. Die letzten Gemälde mit Martha Dix als Motiv entstanden 1928 (Frau Martha Dix I und II); im Jahr 1927 hatte Otto Dix die langjährige parallele Beziehung mit Käthe König begonnen. Eine vorletzte, von den vorherigen Abbildungen Marthas stark abweichende Zeichnung, Mutz sitzend, entstand 1933 – „distanziert und illusionslos“. Nur in einem später für die Enkelin Bettina erstellten Bilderbuch von 1955 taucht Martha Dix danach noch einmal als Motiv auf.

### Dix-Gemälde mit Martha Dix als Abgebildete (Auswahl)
(Zeichnungen und Vorstudien nicht aufgeführt)
- Kopf (Mutzli Koch). 1922, Aquarell über Bleistift (Zeppelin-Museum, Friedrichshafen)
- Selbstbildnis mit Gattin. 1923, Öl und Tempera auf Leinwand, (Verbleib unbekannt)
- Bildnis Frau Martha Dix. 1923, Öl auf Leinwand (Kunstmuseum Stuttgart)
- Porträt meiner Frau. 1924, Aquarell und Tempera über schwarzer Kreide (Privatsammlung)
- Bildnis Frau Martha Dix. 1926, Öl und Tempera auf Holz (Museum Ludwig, Köln)
- Dem Mutz. 1923, Aquarell über schwarzer Kreide (Otto-Dix-Stiftung, Vaduz)
- Mutter mit Kind. 1924, Aquarell über Bleistift (Museum Ludwig, Köln)
- Frau Dix mit Jan auf dem Arm. 1929, Öl und Tempera auf Holz (Verbleib unbekannt)
- Familie des Künstlers. 1927, Öl auf Holz (Städelscher Museums-Verein, Frankfurt am Main)
- Bildnis Frau Martha Dix I. 1927, Öl und Tempera auf Holz (Kunstmuseum Stuttgart)
- Bildnis Frau Martha Dix I. 1927, Öl und Tempera auf Holz (Museum Folkwang, Essen)

## Ausstellungen (Auswahl)
- Otto Dix – Hommage à Martha. 3. September bis 27. November 2005, Kunstmuseum Stuttgart.
- Frauenzimmer; März bis Oktober 2010, Otto-Dix-Haus Hemmenhofen.[31]